# Metallicomyia elegans
Metallicomyia elegans är en tvåvingeart som beskrevs av Roder 1886. Metallicomyia elegans ingår i släktet Metallicomyia och familjen spyflugor.
Artens utbredningsområde är Ecuador. Inga underarter finns listade i Catalogue of Life.